# Карл Ригън
Карл Ригън (на английски: Carl Regan) е английски професионален футболист, защитник на ФК Милтън Кийнс Донс.

## Кариера
Започва кариерата си в Евертън, но той не успява да изиграе една среща в представителния отбор и през 2000 е освободен. Играе за отборите на Барнзли, Хъл Сити, Дройлсдън и Честър Сити преди да се присъедини в Макълсфийлд Таун, където успява да се докаже най-добре.
На 31 януари 2008 се присъединява в отбора на съперниците от Втора Лига — Милтън Кийнс Донс за неразкрита цена. Той се присъединява при бившия мениджър на Макълсфийлд Пол Инс, както правят и няколко предишни играча на „Аристократите“.